# 蒂耶博梅尼勒
蒂耶博梅尼勒（法語：Thiébauménil，法語發音：[tjebomenil]）是法国默尔特-摩泽尔省的一个市镇，位于该省东南部，属于吕内维尔区。

## 地理
蒂耶博梅尼勒（48°34'47"N, 6°37'22"E）面积3.87 平方千米，位于法国大東部大區默尔特-摩泽尔省，该省份为法国东北部内陆省份，是洛林的一部分，北邻比利时、卢森堡，北起顺时针与摩泽尔省、下莱茵省、孚日省和默兹省接壤。
与蒂耶博梅尼勒接壤的市镇（或旧市镇、城区）包括：贝纳梅尼勒、拉讷沃维尔欧布瓦、马农维莱、马兰维莱、蒙塞勒莱吕内维尔、圣克莱芒。

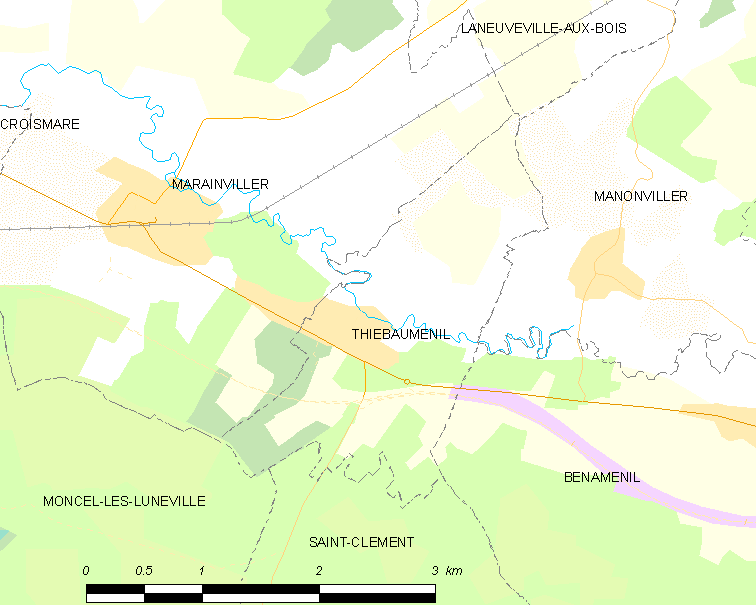
蒂耶博梅尼勒的OSM定位图

蒂耶博梅尼勒的时区为UTC+01:00、UTC+02:00（夏令时）。

## 行政
蒂耶博梅尼勒的邮政编码为54300，INSEE市镇编码为54520。

## 政治
蒂耶博梅尼勒所属的省级选区为巴卡拉县。

## 人口

1962-2008年间蒂耶博梅尼勒人口变化图示

蒂耶博梅尼勒于2022年1月1日时的人口数量为383人。